# Colias eurytheme
Colias eurytheme là một loài bướm ngày thuộc họ Pieridae, phân họ Coliadinae. Nó được tìm thấy ở khắp Bắc Mỹ từ miền nam Canada đến México, nhưng không có mặt ở trung và đông nam USA.

## Thư viện hình

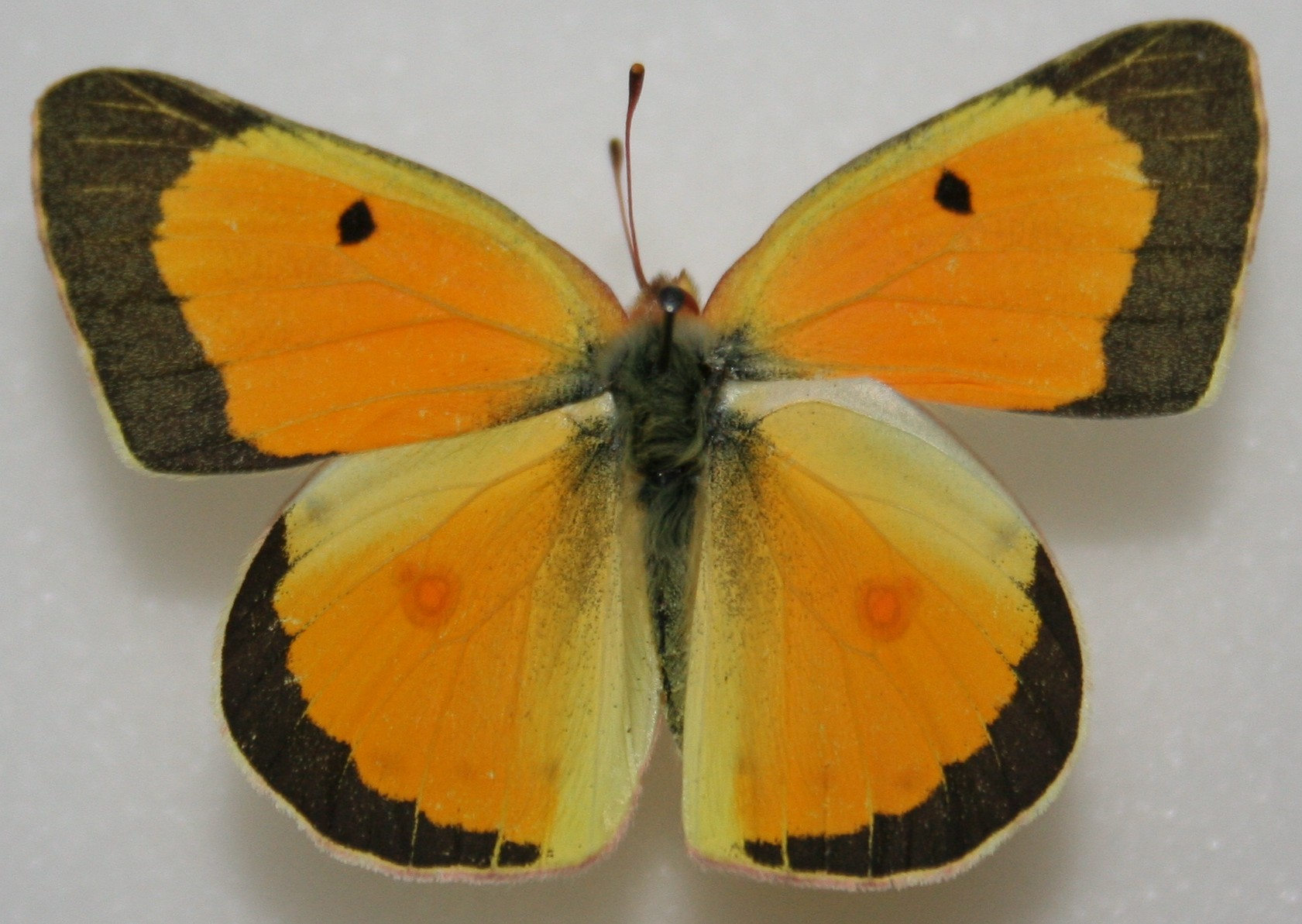
Nhìn phía trên.
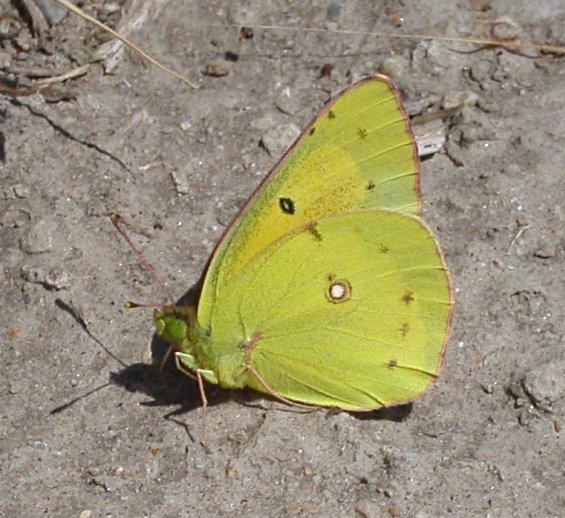
Phía dưới
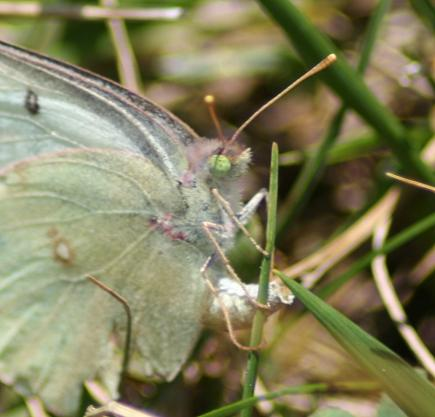
Con cái đẻ trứng.